# Follow Me (Muse)
Follow Me is een single van de Britse rockgroep Muse. Het is de derde single van het zesde studioalbum The 2nd law en kwam uit op 10 december 2012.

## Achtergrond
Follow Me is samen geproduceerd met Nero en bevat invloeden van Dubstep, net zoals het nummer The 2nd Law: Unsustainable van hetzelfde album. Ook bevat het nummer elementen van de twee vorige albums van Muse: Black Holes and Revelations en The Resistance.
Aan het begin van het nummer is het hartritme van de zoon van Matthew Bellamy te horen. Dit geluid heeft hij tijdens de geboorte met zijn iPhone opgenomen. Het nummer gaat volgens Bellamy over "het hebben van een baby en wat er allemaal bij komt kijken".

## Release
Aanvankelijk werd het nummer uitgebracht als promotiesingle voor het nieuwe album, samen met Panic Station op 24 september 2012. In oktober werd bekend dat het nummer ook als single werd uitgebracht.
Daarnaast werd er een extra muziekdownload beschikbaar gesteld: Een live-versie van Follow Me is gratis te downloaden via een speciale website.

## Tracklist
| Nr. | Titel     | Duur |
| --- | --------- | ---- |
| 1.  | Follow Me | 3:51 |

| Nr. | Titel                                               | Duur |
| --- | --------------------------------------------------- | ---- |
| 1.  | Follow Me (Live-opname in de O2 op 27 oktober 2012) | 3:58 |

| 1.                | Follow Me                                           | 3:51 |
| 2.                | Follow Me (Jacques Lu Cont's Thin White Duke-remix) | 3:54 |
| Totale duur: 7:45 |                                                     |      |

## Hitnoteringen

### VlaamseUltratop 50
| Hitnotering: (Week 1) 29-12-2012 | Hitnotering: (Week 1) 29-12-2012 | Hitnotering: (Week 1) 29-12-2012 |
| Week:                            | 1                                |                                  |
| -------------------------------- | -------------------------------- | -------------------------------- |
| Positie:                         | 31                               | uit                              |